# Barnaułka
Barnaułka (ros. Барнаулка) – rzeka w azjatyckiej części Rosji, lewy dopływ Obu. Przepływa przez Kraj Ałtajski. Długość rzeki od źródeł (Jezioro Zierkalne) do ujścia – 207 km.
Górny bieg rzeki znajduje się w grupie jezior połączonych pomiędzy sobą zabagnionymi przetokami. Największe z nich to: Urłapowskie, Średnie, Bachmatowskie, Piesczanoje.
W znacznym stopniu rzeka jest zasilana przez wody gruntowe. Skuta lodem od listopada do kwietnia.
U ujścia Barnaułki do Obu leży miasto Barnauł.